# Тояма (місто)
36°42′00″ пн. ш. 137°13′12″ сх. д. / 36.70000° пн. ш. 137.22000° сх. д.
Тоя́ма (яп. 富山市, とやまし, МФА: [tojama ɕi̥]) — місто в Японії, в префектурі Тояма.

## Короткі відомості
Розташоване в центральній частині префектури, на березі Японського моря, в басейні річки Дзінцу. Адміністративний центр префектури. Входить до списку центральних міст державного Японії. Виникло на основі середньовічного призамкового містечка самурайського роду Дзінбо. Впродовж періоду Едо (1603–1867) було центром автономного уділу Тояма. Отримало статус міста 1889 року. В результаті поглинання сусідніх містечок та сіл займає одну четверту площі префектури.
Основою економіки є фармацевтика, хімічна промисловість, комерція. В місті розташовані замок Тояма, каньйон Дзінцу, численні монастирі та святилища, гарячі джерела. Станом на 1 квітня 2009 площа міста становила 1241,85 км². Станом на 1 липня 2011 населення міста становило 421 652 осіб.

## Клімат
Місто знаходиться у зоні, котра характеризується вологим субтропічним кліматом. Найтепліший місяць — серпень із середньою температурою 26.1 °C (79 °F). Найхолодніший місяць — січень, із середньою температурою 2.2 °С (36 °F).
| Клімат Тоями            | Клімат Тоями | Клімат Тоями | Клімат Тоями | Клімат Тоями | Клімат Тоями | Клімат Тоями | Клімат Тоями | Клімат Тоями | Клімат Тоями | Клімат Тоями | Клімат Тоями | Клімат Тоями | Клімат Тоями |
| Показник                | Січ.         | Лют.         | Бер.         | Квіт.        | Трав.        | Черв.        | Лип.         | Серп.        | Вер.         | Жовт.        | Лист.        | Груд.        | Рік          |
| Абсолютний максимум, °C | 17           | 17           | 22           | 31           | 31           | 33           | 35           | 36           | 36           | 29           | 27           | 20           | 36           |
| Середній максимум, °C   | 4            | 5            | 8            | 15           | 20           | 23           | 27           | 28           | 24           | 18           | 13           | 8            | 16           |
| Середня температура, °C | 2            | 2            | 6            | 12           | 16           | 21           | 24           | 26           | 21           | 16           | 10           | 5            | 13           |
| Середній мінімум, °C    | 0            | 0            | 2            | 7            | 12           | 17           | 21           | 23           | 18           | 12           | 7            | 2            | 10           |
| Абсолютний мінімум, °C  | −7           | −6           | −5           | −1           | 4            | 7            | 15           | 16           | 10           | 3            | 0            | −5           | −7           |
| Днів з опадами          | 27           | 23           | 22           | 16           | 15           | 16           | 16           | 13           | 17           | 18           | 20           | 25           | 228          |
| Днів з дощем            | 15           | 12           | 18           | 16           | 15           | 16           | 16           | 13           | 17           | 18           | 20           | 21           | 197          |
| Днів зі снігом          | 18           | 15           | 7            | 0            | 0            | 0            | 0            | 0            | 0            | 0            | 1            | 9            | 50           |
| ----------------------- | ------------ | ------------ | ------------ | ------------ | ------------ | ------------ | ------------ | ------------ | ------------ | ------------ | ------------ | ------------ | ------------ |
| Джерело: Weatherbase    |              |              |              |              |              |              |              |              |              |              |              |              |              |

## Освіта
- Тоямський університет (головний кампус)